# Ypres
Ypres (Ieper in olandese, Yper in fiammingo occidentale, Ypres in francese, Ypern in tedesco, Ipro in italiano storico) è una città belga di 34 812 abitanti, situata nelle Fiandre (provincia delle Fiandre Occidentali). Il territorio comunale comprende la città di Ypres e i villaggi di Boezinge, Brielen, Dikkebus, Elverdinge, Hollebeke, Sint-Jan, Vlamertinge, Voormezele, Zillebeke e Zuidschote.

## Storia

### Origini
La città prese forma verso il X secolo attorno a un Dominio carolingio e un mercato, lontani l'un dall'altro circa 600 metri. Questi due centri, nell'XI secolo, si fusero fino a formare un borgo dotato di facoltà amministrativa poiché un burgravio vi governava in nome del conte di Fiandra. Antiche fonti lo citano come "Iprensis" e "Ipera", nome derivato, sembra, dal fiume Ieperlee, che scorre in direzione nord, verso il mare.
Vi nacque, tra il 1090 e il 1104, Willem van Ieper, burgravio divenuto capitano mercenario, che combatté con successo a fianco di Stefano d'Inghilterra contro l'imperatrice Matilde nella lotta di successione inglese.

### L'apogeo medievale
Ypres, in posizione strategica sulla strada che collega Bruges a Lilla, comincia a prosperare nel XII secolo quando divenne uno dei principali centri per la produzione e il commercio dei tessuti. I conti di Fiandra vi fondarono un nuovo castello a sud-ovest della città, lo Zaalhof, e intorno al 1170 Filippo d'Alsazia la cinse di mura.
Città più popolosa delle Fiandre dopo Gand e Bruges, venne chiamata a svolgere un ruolo cruciale nella storia della Contea. Il suo mercato annuale aveva un raggio d'interesse europeo tanto che diviene, dopo Bruges, la seconda città più importante della Lega anseatica di Londra. Dall'inizio del XII secolo, Ypres commerciava con Novgorod, l'Inghilterra, le città della Champagne, l'Italia e l'Oriente.
Era, inoltre, con Arras uno dei più grandi centri tessili d'Europa e la capitale del tessuto nelle Fiandre. È in questo periodo che verrà costruito il suo famoso Lakenhalle, il mercato del tessuto, che ancor oggi ne è il suo simbolo. L'artigianato della tela (di lana) tocca il suo apogeo verso il 1250. Ypres all'epoca poteva essere approvvigionata di lana d'alta qualità attraverso battelli che risalivano i fiumi Yser e Ieperlee (oggi non più navigabili), apportando la lana dalla costa dove venivano allevate le pecore. Ypres entrerà a far parte della Scabini Flandriæ, una lega delle città del nord, che dopo l'invasione francese, si ridusse a soli quattro membri: Gand, Bruges, Ypres e le Terre Franche di Bruges. La città ne conserverà il diritto al voto fino al 1678.
La città era amministrata da un balivo; dal Collegio degli Scabini, composto essenzialmente da aristocratici, signori e cavalieri; e da un Grand Conseil, composto da 27 consiglieri dei quali 4 erano rappresentanti dei quartieri, 15 rappresentanti della borghesia e 5 rappresentanti degli artigiani. Gli scabini avevano un mandato di due anni e potevano ricandidarsi solo un anno dopo la fine del primo ciclo, tuttavia potevano mantenere una certa attività politica. Praticamente la città era governata da un'oligarchia di alcune famiglia. Diversamente da altre città fiamminghe l'ufficio di scabino poteva essere mantenuto per più anni consecutivi dalla stessa persona, tanto che per il conte di Fiandra era perenne, come testimonianza di fedeltà.

### Il declino
Ypres fu coinvolta in molti conflitti che agitarono il Medioevo, dalla Battaglia degli speroni d'oro a quella di Mons-en-Pévèle, dalla Battaglia di Bouvines a quella del 1328 di Cassel. Queste guerre segnarono poco a poco il declino dell'artigianato tessile nelle Fiandre, e con esso la sorte della città, che pur ospitando centri amministrativi e ospedalieri "maggiori" entra nella fase di lenta decadenza.
La concorrenza con le lane inglesi e olandesi, la guerra con la Francia, le Jacquerie, le carestie, la grande peste nera del 1347 e l'assedio e bombardamento inglesi del 1383, misero in ginocchio la città, che vide abbassarsi la produzione manifatturiera del 50% e non riuscì a preservare i suoi sbocchi commerciali come fece invece Bruges. Così man mano la popolazione lasciò la città, più volte presa dalle devastazioni della peste nel corso del XIV e del XVII secolo. Il declino economico prosegue nei secoli XV e XVI e la popolazione passa dai 28 000 abitanti dell'inizio del XIV secolo a circa 11 000 residenti all'inizio del XV secolo.

### Riforma e Controriforma
Alla fine del XV secolo la città ricominciò lievemente a ripopolarsi. Alcuni tessitori, proprietari dei loro propri telai, si stabilirono in città. Portarono con sé una nuova mentalità, fatta di curiosità e fede interiorizzata, quella Devotio moderna che accrescerà il Protestantesimo. Nel 1525 gli Scabini della città applicarono il programma di Juan Luis Vives che voleva tassare le congregazioni per risolvere il problema dei mendicanti. Questa iniziativa venne fortemente contrastata dai Francescani, che ottennero consensi dalla Sorbona e da Carlo V. Fu proprio a Ypres che nel 1566, nacquero i primi movimenti dell'iconoclastia nei Paesi Bassi. Questi episodi di violenza coinvolsero presto le province del nord, e Ypres come Bruges cade sotto i Calvinisti di Gand nel 1577. Questi ultimi deterranno il potere fino al 1583, quando i Paesi Bassi furono invasi da Alessandro Farnese.
Dal 1559, in seguito al Concilio di Trento, Ypres diviene sede vescovile attirando diverse congregazioni religiose. Nel 1636 ne diviene vescovo Giansenio, il padre del giansenismo.

### Era moderna

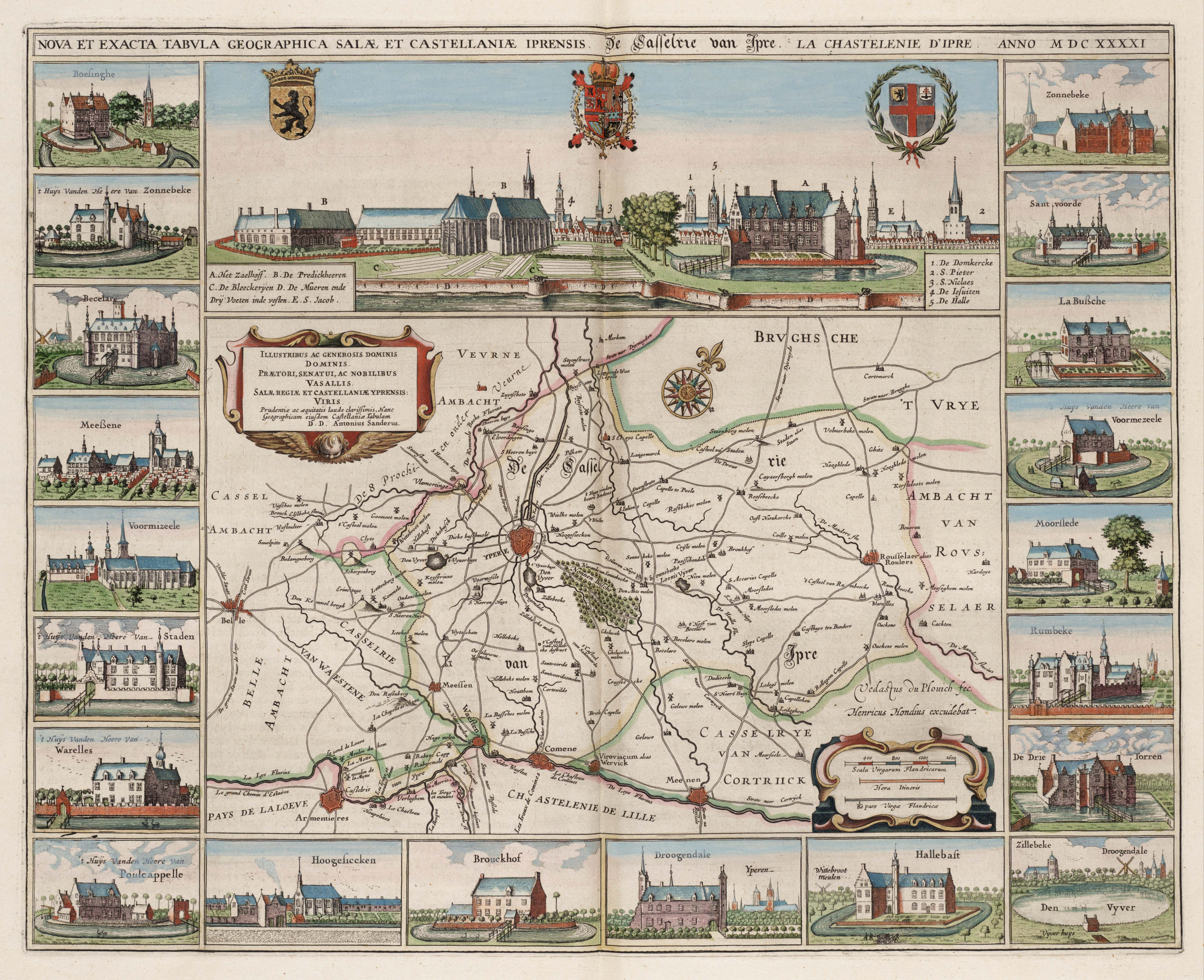
Mappa dei Castelli di Ypres del 1641

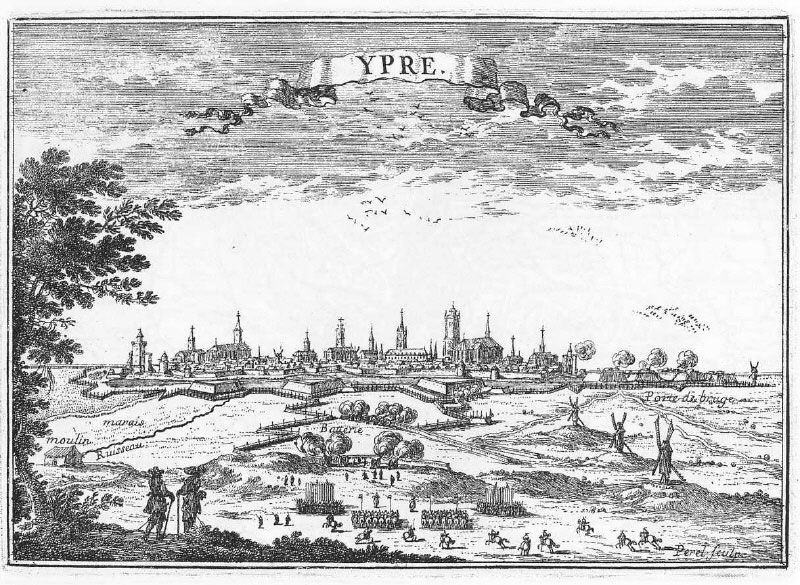
Ypres durante l'assedio del 1678

Gli Spagnoli abbatterono le vecchie mura medievali per costruire una cinta bastionata. Tuttavia non riuscirono a impedire ai Francesi di impadronirsi della città, prima nel 1658 e poi in seguito all'assedio tenuto dal maresciallo Vauban durante la battaglia di Peene, presso Noordpeene, quando il 25 marzo 1678 Ypres passò alla Francia con il Trattato di Nimega.
Con il Trattato di Utrecht del 1713 Ypres, insieme ad altre sette città delle Fiandre, tornò a far parte al Sacro Romano Impero. Nel 1782, l'imperatore Giuseppe II ordinò l'abbattimento delle fortificazioni. Questa decisione facilitò la presa della città da parte dei Repubblicani francesi nel 1794 durante la Prima coalizione. Ypres divenne allora il capoluogo di un distretto nel Dipartimento della Lys. La Diocesi di Ypres fu soppressa nel 1801.

### La prima guerra mondiale

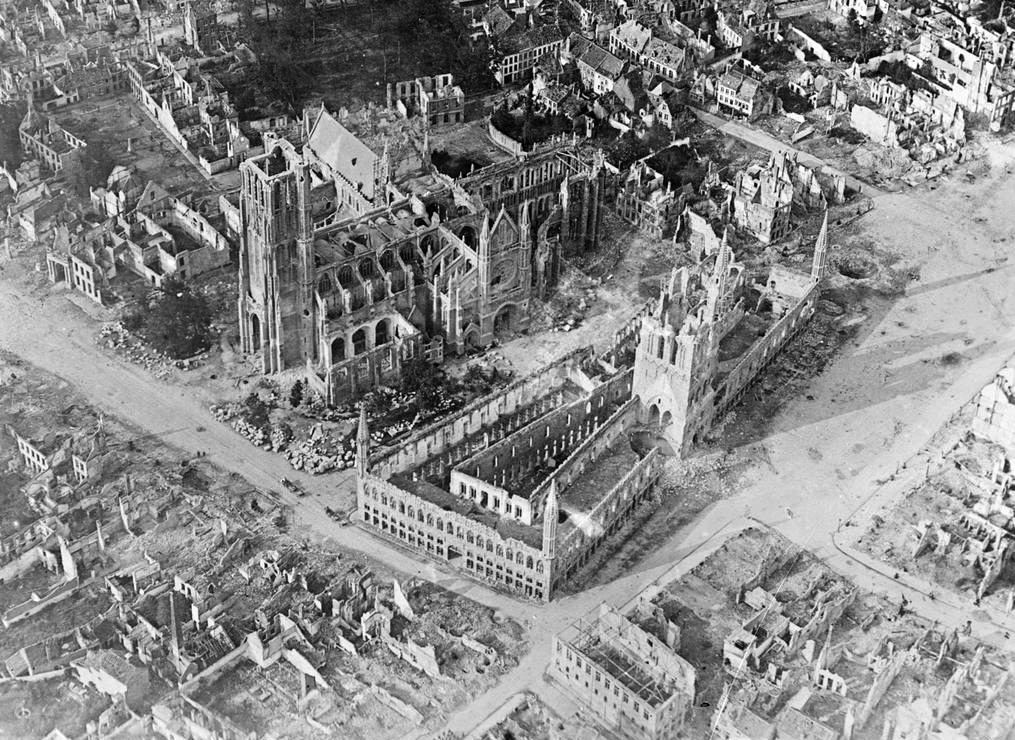
Foto del 1917 in seguito alla terza battaglia di Ypres

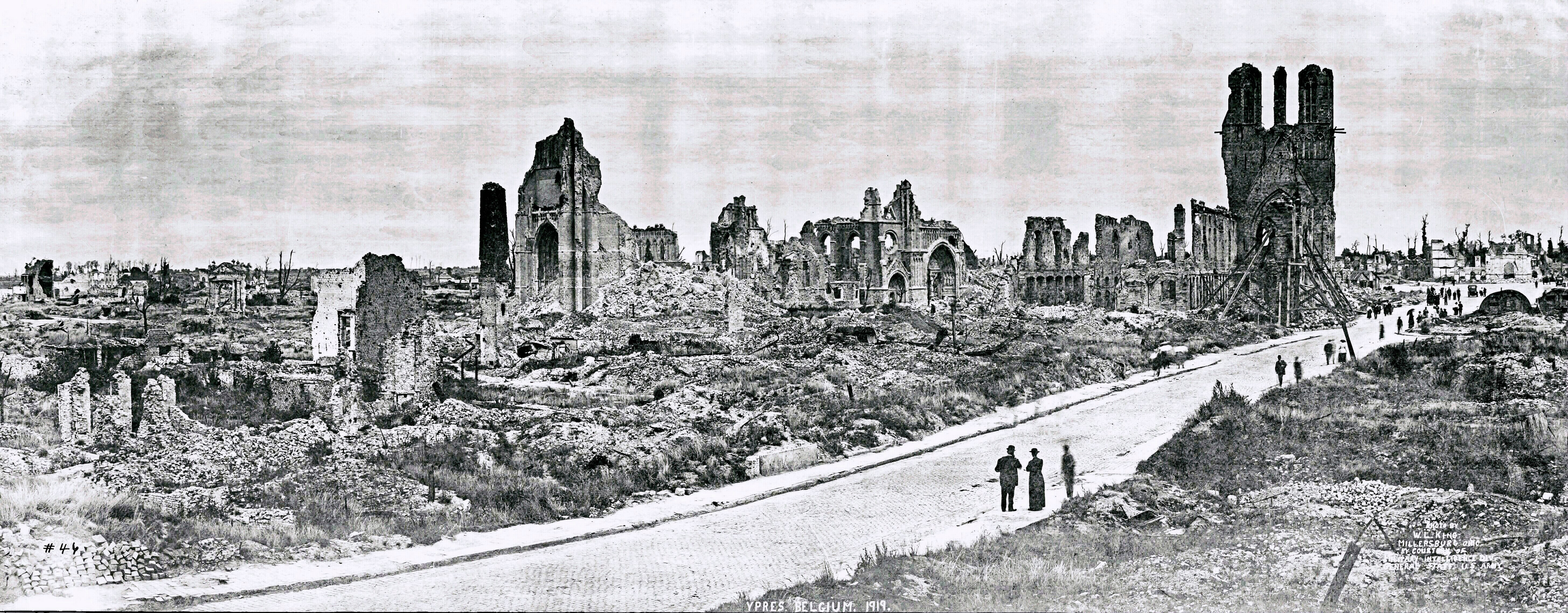
Immagine di Ypres nel 1919, con le rovine provocate dalla quarta battaglia di Ypres

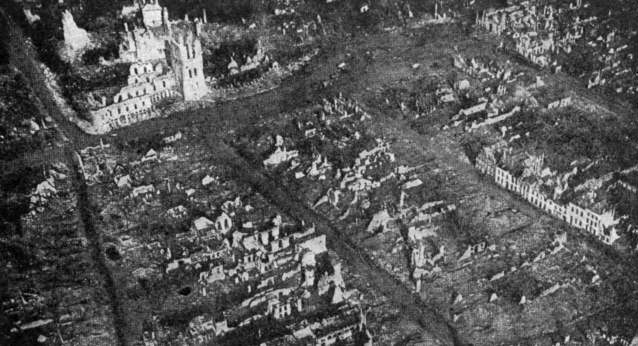
Immagine di Ypres nel 1919

Durante la battaglia dell'Yser, Karel Cogge (1855-1922) aprì per due volte le chiuse alle bocche del fiume Yser, a Nieuwpoort, per allagare l'entroterra, fermando così l'avanzata dell'esercito tedesco. Dopo le inondazioni, nell'ottobre 1914, i tedeschi rivolsero i loro attacchi nella regione di Ypres: a causa del fatto che la città si trovava nelle prossimità del fronte occidentale e che il fronte rimase praticamente immutato per ben 4 anni, divenne luogo di quattro storiche e sanguinose battaglie, anche perché situata al centro della zona detta Rilievi d'Ypres, di forma semicircolare sulla linea del fronte ovest.
- La prima battaglia di Ypres iniziò il 21 ottobre 1914 con l'offensiva alleata. I tedeschi si opposero con la 26ª Divisione fanteria, ma ben presto persero la battaglia. I soldati tedeschi cercarono rivalsa ancora due volte, ma senza successo. Il 22 novembre 1914 il comando tedesco decise di abbandonare l'offensiva.
- La seconda battaglia di Ypres ebbe inizio il 14 aprile 1915. I tedeschi erano di nuovo contro gli eserciti alleati. Questa battaglia è passata alla storia poiché, per la prima volta, furono utilizzati nei combattimenti i gas asfissianti a base di cloro. Furono i tedeschi a deciderne l'impiego nei pressi di Ypres nella notte tra il 12 e il 13 luglio 1917 contro le truppe canadesi, facendo sì che il tioetere del cloroetano, o Gas mostarda, da allora venga chiamato anche iprite, dal nome della località.
- La terza battaglia di Ypres, meglio nota come battaglia di Passchendaele, ebbe inizio il 31 luglio 1917. Secondo le aspettative di Douglas Haig, il comandante generale delle forze britanniche, avrebbe permesso agli alleati di penetrare e riconquistare il Belgio. Il 29 luglio, dopo una devastante serie di cannoneggiamenti, le forze inglesi uscirono dalle trincee e attaccarono frontalmente quelle tedesche che però, contrariamente alle previsioni alleate, erano integre. Le forze inglesi vennero bloccate da un micidiale fuoco incrociato tedesco, ordinato dal generale Paul von Hindenburg. Alla fine di agosto le forze inglesi erano avanzate di pochi metri; a ciò si aggiunse un periodo di continue piogge che allagarono completamente il campo di battaglia rendendolo un pantano già di per sé impenetrabile. La battaglia prende nome dal villaggio di Passchendaele, vicino al villaggio di Zonnebeke, che venne completamente distrutto.
- La quarta battaglia di Ypres è anche l'ultima combattuta nella regione. Ebbe inizio il 18 marzo 1918, mentre in aprile un'offensiva tedesca viene fermata a Merkem, a nord, dai Belgi, e a sud da Inglesi e Francesi. A partire da settembre il contro-attacco degli alleati, comandato dal maresciallo Ferdinand Foch, permise di liberare il Belgio, ma Ypres ne uscì completamente distrutta.

Più di sei settimane dopo, l'11 novembre 1918 alle 11:00 del mattino, la guerra era ufficialmente finita. Più di 300 000 alleati, di cui 250 000 del Commonwealth, trovarono la morte. Sotto i bombardamenti dell'artiglieria tedesca, la città medievale di Ypres ne uscì quasi completamente distrutta, e le campagne intorno furono ridotte a una gigantesca necropoli con circa 170 cimiteri militari.

### Ricostruzione
Dopo la guerra si pensò di lasciare la città di Ypres nelle condizioni causate dal conflitto, come mostrano spettrali foto dell'epoca, come un memoriale delle violenze della guerra.
Tuttavia, la città fu poi ricostruita scrupolosamente, riportandola allo stato pre-guerra. A questo scopo furono utilizzati i fondi tedeschi della forzata Wiedergutmachung (risarcimento). La ricostruzione, durata oltre quarant'anni, venne sospesa durante la seconda guerra mondiale.

### Seconda guerra mondiale
Il 6 settembre 1944, Ypres fu liberata dal 10º reggimento di cacciatori a cavallo, reggimento corazzato dalla Prima divisione corazzata polacca guidata dal generale Stanisław Maczek.

## Antica denominazione
Era chiamata talvolta Ipro in italiano desueto, sebbene sia maggiormente utilizzato il toponimo francese.

## Monumenti e luoghi d'interesse

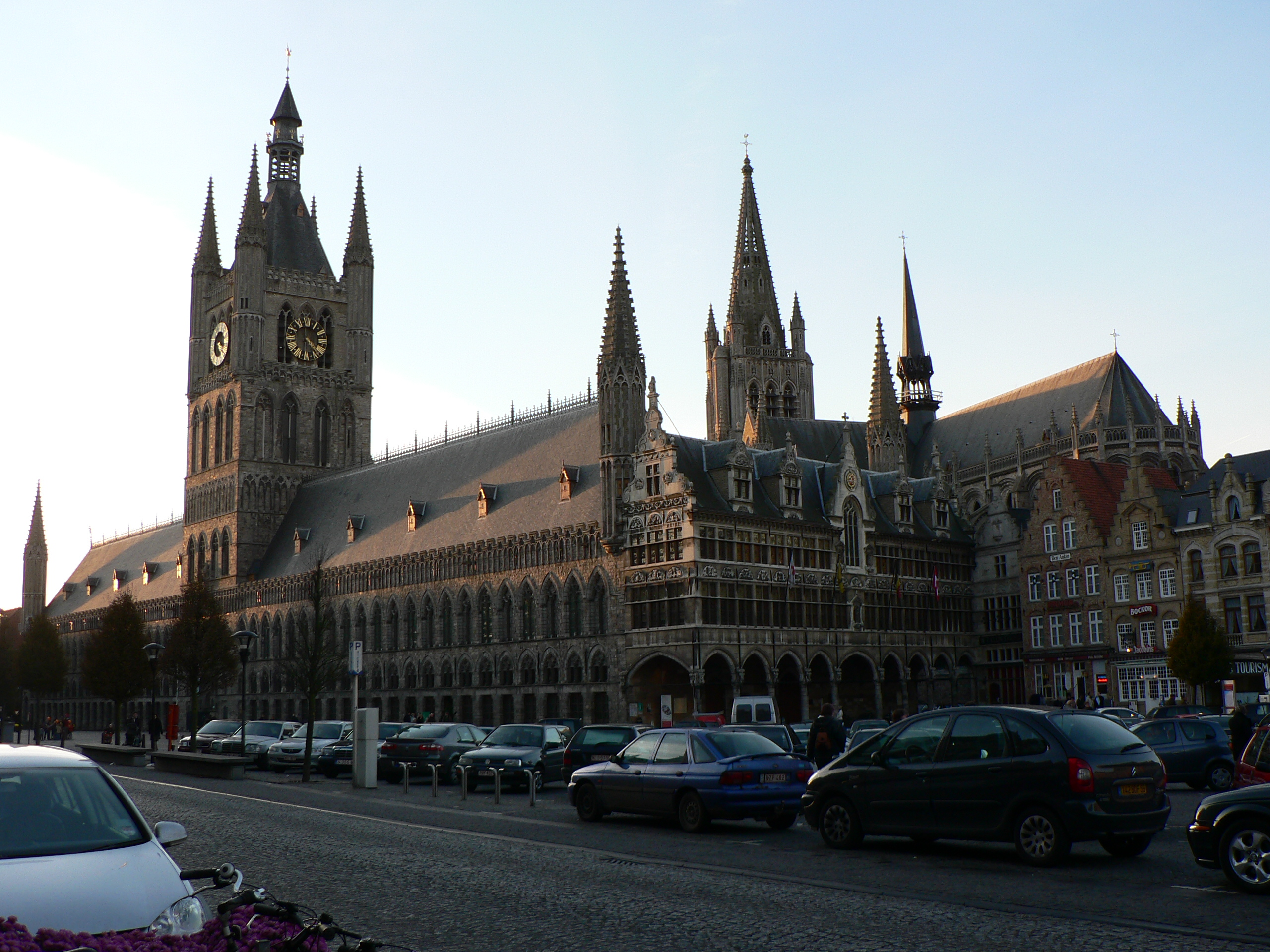
Il grote markt con i principali monumenti cittadini

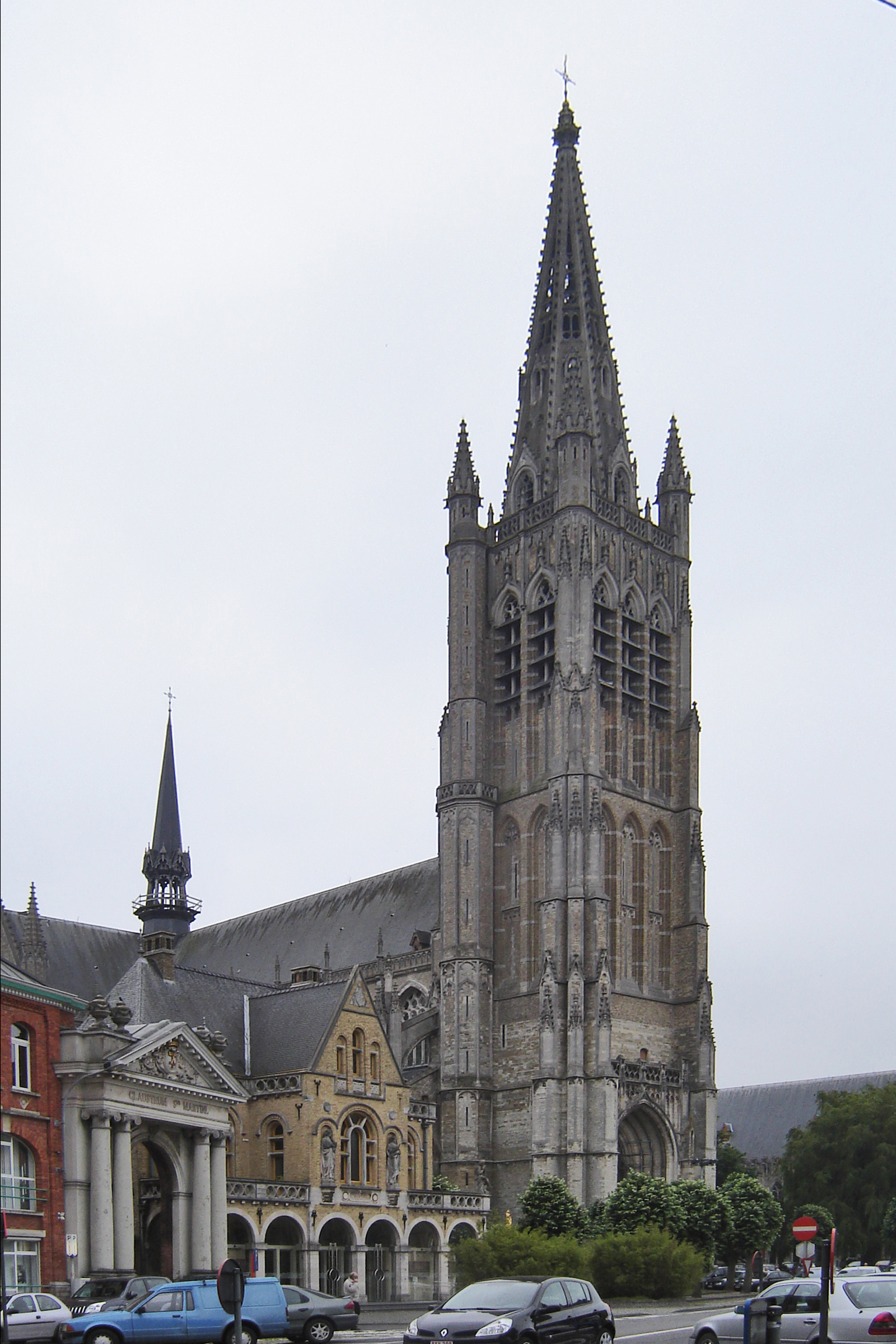
Cattedrale di San Martino

- Grote Markt. La Piazza del Mercato Grande è il centro della città, vi si affacciano i monumenti più importanti a testimonianza del glorioso passato medievale della città. Tutti gli edifici vennero ricostruiti scrupolosamente e fedelmente dopo la prima guerra mondiale, da cui Ypres uscì quasi totalmente rasa al suolo.
- Lakenhalle. Il Mercato dei tessuti sorge al centro del Grote Markt e rappresenta il simbolo della città e della sua potenza economica raggiunta nel suo Secolo d'oro. Venne eretto a partire dal 1260 e completato nel 1304. Durante il XIV secolo fu il più grande edificio del mondo occidentale, la facciata principale misura ben 125 metri di lunghezza, al centro si alza il Beffroi di 70 metri d'altezza. Nella prima guerra mondiale uscì quasi interamente distrutto e in seguito fedelmente ricostruito. Venne inserito dall'UNESCO nella lista dei Patrimoni dell'umanità.
- Stadhuis. Il Municipio che sorge sul fianco destro del Mercato dei Tessuti, è un grazioso edificio rinascimentale costruito nel 1619 e interamente rifatto nel 1966 a seguito della Guerra.
- Sint-Maartenskathedraal. La Cattedrale di San Martino, dietro il Grote Markt è la chiesa principale della città, cattedrale della diocesi di Ypres, soppressa nel 1801. L'edificio eretto in stile Gotico brabantino nel XIII secolo, è stato mirabilmente ricostruito dopo la prima guerra mondiale. Tuttavia la guglia del campanile venne rifatta notevolmente più alta rispetto all'originale. Tocca i 100 metri d'altezza.
- Sint-Pieterskerk. La chiesa di San Pietro conserva la facciata originale romanica di stile mosano del XII secolo. Il piedicroce del XIV secolo fu ricostruito.

## Amministrazione

### Gemellaggi
Ypres è gemellata con le seguenti città:
- Saint-Omer, dal 1969
- Lehrte, dal 1968 (patto di amicizia)[17]
- Siegen, dal 1967
- Sittingbourne, dal 1964
- Semej